# Mniobia lamellata
Mniobia lamellata är en hjuldjursart som beskrevs av Donner 1950. Mniobia lamellata ingår i släktet Mniobia och familjen Philodinidae. Inga underarter finns listade i Catalogue of Life.